# MÁV-Baureihe 499
In die MÁV-Baureihe 499 waren mehrere Lokomotiven der ungarischen Staatsbahn Magyar Államvasutak (MÁV) verschiedener Hersteller in bosnischer Spurweite mit Achsfolge D eingereiht.
- Die Lokomotive mit der Ordnungsnummer 001 wurde 1899 bei MÁVAG, Budapest, hergestellt und war auf der Harbachtalbahn im Einsatz.[1]
- Drei Lokomotiven mit den Ordnungsnummern 101–103 wurden 1923 bei der BMAG in Berlin hergestellt und waren ursprünglich bei den CFR eingesetzt. Sie gelangten 1940 zu den MÁV.[1]
- Drei Lokomotiven mit den Ordnungsnummern 201–203 wurden 1928 bei Krauß in Linz hergestellt. Ursprünglich waren die Lokomotiven bei Privatbahnen im Einsatz und gelangten 1941 zu den MÁV.[1]
- Die Lokomotive mit der Ordnungsnummer 251 stammte von Krauß in Linz und war bei einem Forstunternehmen in Lemberg eingesetzt. Die Lokomotive gelangte 1941 zu den MÁV.

1974 waren alle Lokomotiven ausgemustert.
Die Lokomotiven besaßen folgende gemeinsame technische Daten:
| technische Größe       | Wert + Einheit |
| ---------------------- | -------------- |
| Treibraddurchmesser    | 680 mm         |
| Dienstgewicht          | 21 t           |
| Reibungsgewicht        | 21 t           |
| Bauart                 | D n2t          |
| Zylinderdurchmesser    | 285 mm         |
| Kolbenhub              | 320 mm         |
| Dampfdruck             | 13 bar         |
| Rostfläche             | 0,7 m²         |
| Verdampfungsheizfläche | 31 m²          |